# Jean-Honoré Fragonard
Jean-Honoré Fragonard (Grasse, 5 april 1732 – Parijs, 22 augustus 1806) was een Franse schilder, tekenaar en etser.

## Levensloop
Fragonard kwam in 1738 met zijn ouders naar Parijs, waar hij eind jaren 40 in de leer ging, eerst bij Jean-Baptiste Siméon Chardin en daarna (vanaf 1749) bij François Boucher. Van 1756 tot 1761 verbleef hij in Rome en in 1761 in Napels. Later dat jaar keerde hij weer terug naar Parijs. Ook bezocht hij twee keer de Noordelijke Nederlanden. Op 5 oktober 1773 vertrok hij met zijn mecenas Bergeret de Grandcourt naar Italië. De reis, die via Orléans, Limoges, Uzerche en Nègrepelisse liep, werd door Fragonard vastgelegd in enkele tekeningen. In 1774 bezocht hij Dresden, waar hij onder meer een tekening maakte naar Rembrandts schilderij De roof van Ganymedes (1635).
Fragonard trouwde in 1769 met de miniatuurschilderes Marie-Anne Gérard. Hun zoon, Alexandre-Évariste Fragonard, was ook schilder.

## Werk

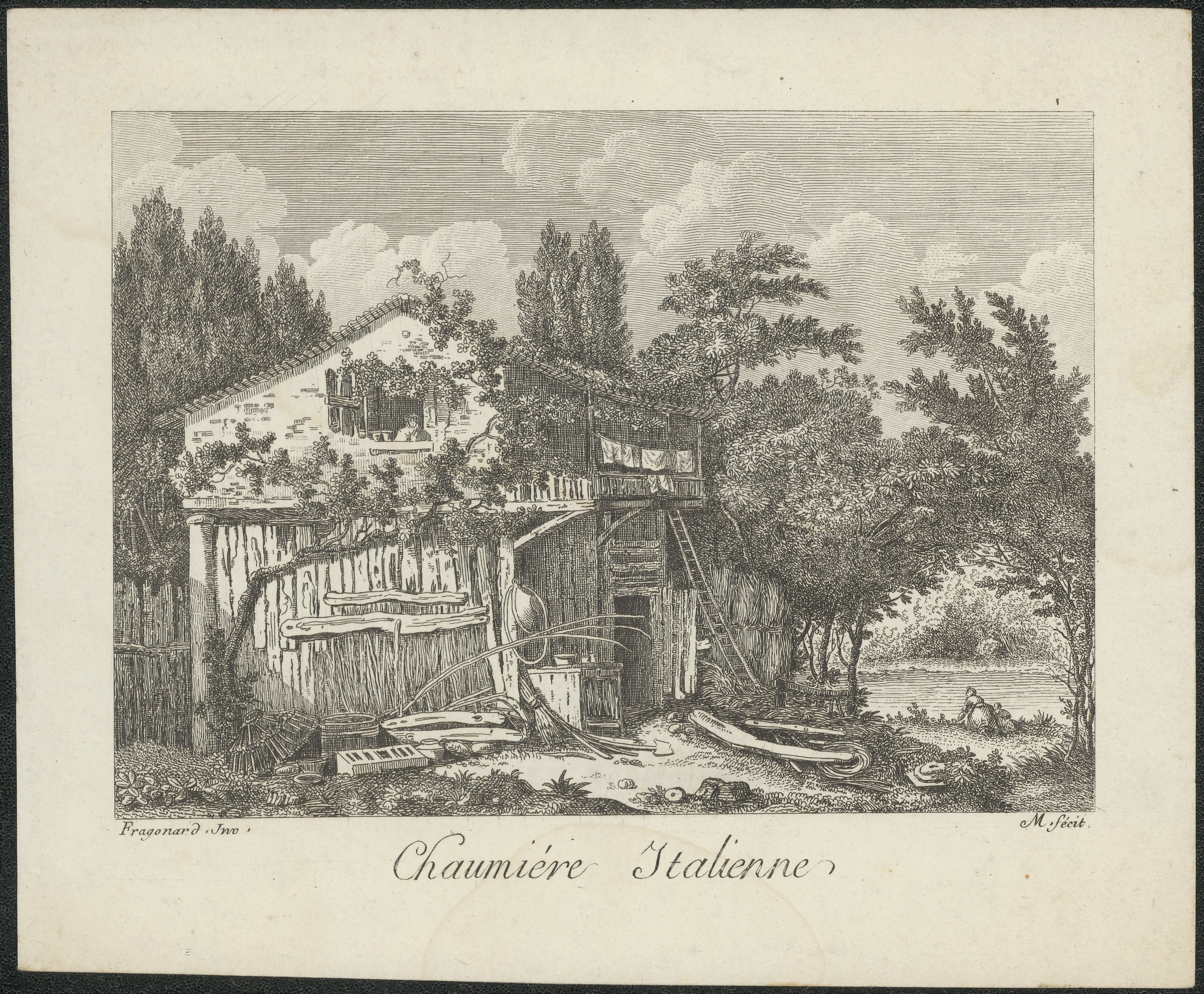
Chaumière Italienne, 1775, Universiteitsbibliotheek Gent.

Fragonards zin voor het thema erotiek in zijn werk heeft veel gemeen met die van Boucher, maar zijn stijl en kleurgebruik staan sterk onder de invloed van Peter Paul Rubens. De werken van Fragonard behoren tot de rococo. Zijn schilderijen lopen over van de tinten crème en roze, maar zijn duidelijk meer dan luchtig vermaak. Fragonard was bezeten van licht en kleur en poogde de tintelingen en bewegingen van het licht op het oppervlak van stoffen en voorwerpen te vangen. Daarvoor ontwikkelde hij een stijl die vooruitliep op het impressionisme uit de 19e eeuw.
Zijn voorkeur voor het verrassende lijnenspel in de natuur en voor de ronduit virtuoze weergave van variatie en grilligheid doen zijn werken op de rand van de romantische schilderkunst balanceren. Het is dan ook niet verwonderlijk dat hij bij latere pur sang romantici als Rainer Maria Rilke, de Duitse dichter, in de smaak viel.

## Werk in openbare collecties (selectie)
- Rijksmuseum, Amsterdam[2]

Werk van Fragonard
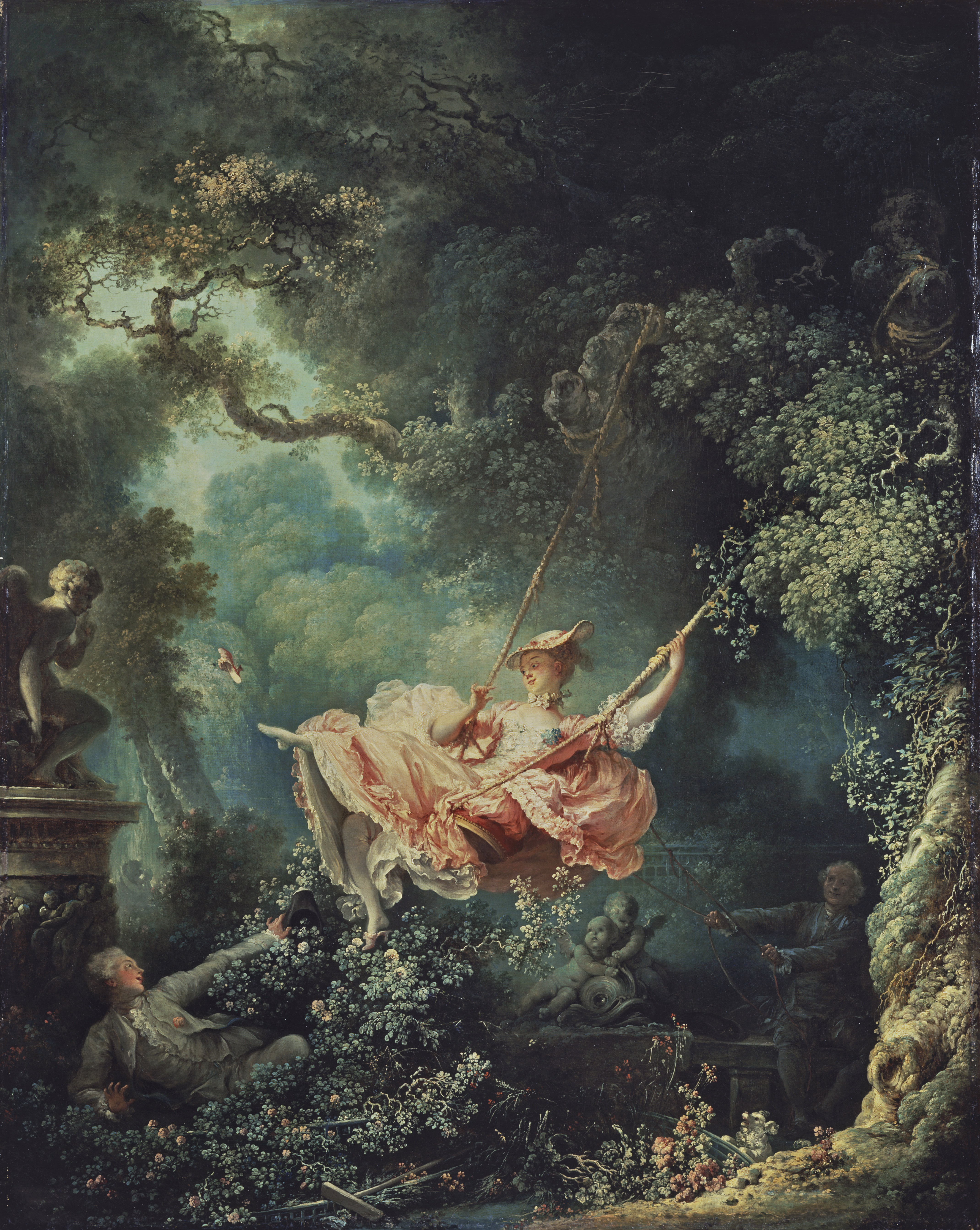
De schommel, 1767-1768, Wallace Collection, Londen
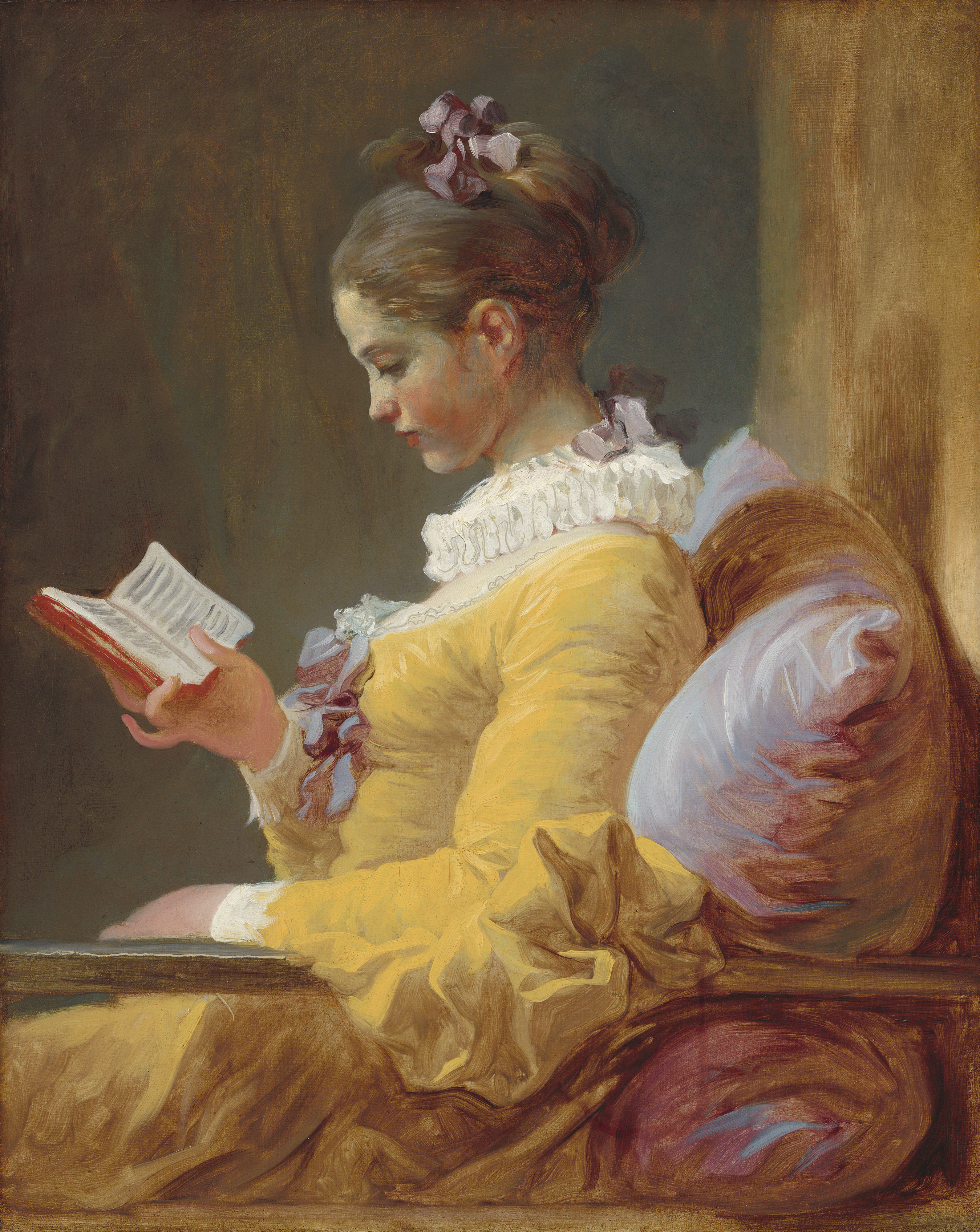
La liseuse, 1770-1772, National Gallery of Art, Washington
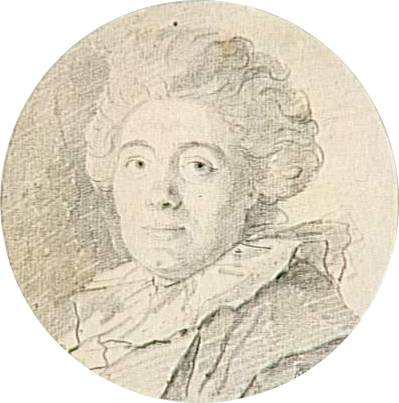
Portretschets van Marie-Anne Fragonard (geboren Gérard) (1786-1787), Louvre, Parijs